# Cyperaceae
Ciperáceas (Cyperaceae Juss.) são uma família de monocotiledôneas Commelinídeas que pertence à ordem Poales. É uma família composta por ervas, em geral rizomatosas com caules triangulares em secção transversal, com frequência sem folhas acima da base. São plantas herbáceas podendo ser perenes e graminiformes. Possuem corpos silicosos de formato cônico característico, que a distinguem de todas as outras monocotiledôneas.

## Morfologia

### Folhas
Apresentam folhas alternas, trísticas, com corpos silicosos cônicos; compostas de bainha e lâmina, bainha fechada, lâmina simples, inteira e diminutamente serreada com venação paralela, lineares, achatadas; estípulas ausentes; lígula geralmente ausente.

### Flores
São organizadas em inflorescências com complexo arranjo de pequenas espigas, chamadas espiguetas, frequentemente subtendidas por brácteas. As flores de Cyperaceae são bissexuais ou unissexuais, cada uma subtentida por uma bráctea. Tépalas estão ausentes ou reduzidas a 3-6 escamas, aristas ou pelos.  São  flores não chamativas, sem atração visual, actinomorfas, geralmente aclamídeas e raramente monoclamídeas ou diclamídeas homoclamídeas; androceu geralmente com 1-3 estames, raramente 1 ou 2, anteras rimosas, nectários ausentes; gineceu geralmente gamocarpelar, ovário súpero com placentação basal.

### Frutos
O Fruto das Cyperaceas são do tipo aquênio, caráter de extrema importância na identificação de espécies. A dispersão dos frutos é efetuada pela água devido à parede do fruto possuir consistência corticosa. As Sementes geralmente possuem amido.

## Diversidade taxonômica
Cyperaceae apresenta alta diversidade, incluindo cerca de 5000 espécies e 104 gêneros distribuídos em duas subfamílias e dez tribos. As subfamílias foram divididas de acordo com dados de estudos filogenéticos moleculares, são elas: Cyperoideae e Mapanoideae. Além dos dados moleculares o que suporta a divisão das subfamílias é também a morfologia do grão de pólen. Na subfamília Cyperoideae o pólen apresenta formato triangular ou piriforme, já a subfamília Mapanoideae apresentam pólen com formato esférico.

## Ocorrência
Cyperaceae é uma família cosmopolita com grande número de espécies, encontradas frequentemente, mas não exclusivamente, associadas às formações vegetais mal drenadas, como brejos, pântanos, charcos e margens de rios e corpos d’água.

#### Ocorrência no Brasil
No Brasil, ocorrem 678 espécies de Cyperaceae, distribuídas em 42 gêneros, onde Rhynchospora Vahl e Cyperus L. são os mais representativos em números de espécies, sendo encontradas no estado do Maranhão, 43 espécies em 19 gêneros. Estes valores correspondem cerca de 15% do total de espécies e 40% do total de gêneros da família ocorrentes no mundo. As duas subfamílias de Cyperaceae estão representadas no Brasil, sendo que Cyperoideae é a mais diversa em termos genéricos e específicos.

## Relações filogenéticas
A grande variedade das sinflorescências dentro da família dificulta a identificação de homologias e, consequentemente, dificulta às interpretações evolutivas. Estudos filogenéticos moleculares recentes esclareceram relações infra-familiares em Cyperaceae, mas a amostragem das tribos é irregular e algumas relações mais rasas apresentaram baixo suporte. A família aparentemente é monofilética, as tribos apresentam grupos que aparecem tanto nas análises cladísticas quanto morfológicas, embora somente 4 das 10 apresentem sinapomorfias claras. As relações filogenéticas também tem sido estudadas por meio de sequencias de rbcL.

## Importância econômica
Essas plantas são apropriadas para composições de paisagismo junto à margem de espelhos d’água e lagos, formando conjuntos isolados ou maciços, a pleno sol, em solos mantidos sempre úmidos. O gênero Cyperus, é utilizado com mais freqüência como planta ornamental, além disso, a espécie Cyperus papurus era utilizado pelos antigos egípcios para fazer papel. Outra espécie, a Cyperus rotundus é uma praga agrícola.

## Taxonomia
As Cyperaceae foram incluídas por CRONQUIST (1988), junto às Poaceae na ordem Cyperales. Porém, estudos filogenéticos com dados moleculares, revelaram uma maior afinidade das Cyperaceae com a família Juncaceae, estando posicionada na ordem Poales. 

## Gêneros
- Actinoschoenus
- Actinoscirpus
- Afrotrilepis
- Alinula
- Amphiscirpus
- Androtrichum
- Arthrostylis
- Ascolepis
- Becquerelia
- Bisboeckelera
- Blysmus
- Bolboschoenus
- Bulbostylis
- Calyptrocarya
- Capitularina
- Carex
- Carpha
- Caustis
- Cephalocarpus
- Chillania
- Chorizandra
- Chrysitrix
- Cladium
- Coleochloa
- Costularia
- Courtoisina
- Crosslandia
- Cyathochaeta
- Cymophyllus
- Cyperus
- Desmoschoenus
- Didymiandrum
- Diplacrum
- Diplasia
- Dulichium
- Egleria
- Eleocharis
- Epischoenus
- Eriophorum
- Evandra
- Everardia
- Exocarya
- Exochogyne
- Ficinia
- Fimbristylis
- Fuirena
- Gahnia
- Gymnoschoenus
- Hellmuthia
- Hypolytrum
- Isolepis
- Kobresia
- Koyamaea
- Kyllinga
- Kyllingiella
- Lagenocarpus
- Lepidosperma
- Lepironia
- Lipocarpha
- Machaerina
- Mapania
- Mapaniopsis
- Mesomelaena
- Microdracoides
- Morelotia
- Neesenbeckia
- Nelmesia
- Nemum
- Oreobolopsis
- Oreobolus
- Oxycaryum
- Paramapania
- Phylloscirpus
- Pleurostachys
- Principina
- Pseudoschoenus
- Ptilanthelium
- Pycreus
- Queenslandiella
- Reedia
- Remirea
- Rhynchocladium
- Rhynchospora
- Schoenoplectus
- Schoenoxiphium
- Schoenus
- Scirpodendron
- Scirpoides
- Scirpus
- Scleria
- Sphaerocyperus
- Sumatroscirpus
- Tetraria
- Trachystylis
- Trianoptiles
- Trichophorum
- Trichoschoenus
- Tricostularia
- Trilepis
- Uncinia
- Volkiella
- Websteria